# Сражение при Островица
Сражениета при Островица или Остревица е битка между чета на Вътрешната македоно-одринска революционна организация и сръбски части, развила се на 9 юни 1915 година край Куманово.

## История
| Кумановска чета на Кръсто Лазаров, 28 май - 7 август 1915 година | Кумановска чета на Кръсто Лазаров, 28 май - 7 август 1915 година | Кумановска чета на Кръсто Лазаров, 28 май - 7 август 1915 година | Кумановска чета на Кръсто Лазаров, 28 май - 7 август 1915 година | Кумановска чета на Кръсто Лазаров, 28 май - 7 август 1915 година |
| Номер                                                            | Име                                                              | Селище                                                           | Околия                                                           | Забележка                                                        |
| ---------------------------------------------------------------- | ---------------------------------------------------------------- | ---------------------------------------------------------------- | ---------------------------------------------------------------- | ---------------------------------------------------------------- |
| 1.                                                               | Тодос Арсенов                                                    | Малино                                                           | Кумановско                                                       |                                                                  |
| 2.                                                               | Милан Костадинов                                                 | Живино                                                           | Кумановско                                                       |                                                                  |
| 3.                                                               | Арсен Божинов                                                    | Павлишенци                                                       | Кумановско                                                       |                                                                  |
| 4.                                                               | Тодор Тошанов                                                    | Щип                                                              | Щипско                                                           |                                                                  |
| 5.                                                               | х. Траян Петков                                                  | Винци                                                            | Кумановско                                                       |                                                                  |
| 6.                                                               | Нане Десподов                                                    | Кратово                                                          | Кратовско                                                        |                                                                  |
| 7.                                                               | Саздо Ямболов                                                    | Кратово                                                          | Кратовско                                                        |                                                                  |
| 8.                                                               | Атанас Славов                                                    |                                                                  |                                                                  |                                                                  |
| 9.                                                               | Петруш Арсов                                                     | Облавци                                                          | Кумановско                                                       |                                                                  |
| 10.                                                              | Георги Васев                                                     | Преод                                                            | Щипско                                                           |                                                                  |
| 11.                                                              | Величко Кръстев                                                  | Шупли камен                                                      | Кумановско                                                       |                                                                  |
| 12.                                                              | Богдан Божинов                                                   | Нагоричино                                                       | Кумановско                                                       |                                                                  |
| 13.                                                              | Величко Спасов                                                   | Нагоричино                                                       | Кумановско                                                       |                                                                  |
| 14.                                                              | Донко Трайков                                                    | Нагоричино                                                       | Кумановско                                                       |                                                                  |
| 15.                                                              | Дончо Йосифов                                                    | Кетеново                                                         | Кратовско                                                        |                                                                  |
| 16.                                                              | Лазо Велков                                                      | Дивле                                                            | Скопско                                                          |                                                                  |
| 17.                                                              | Ильо Трайков                                                     | Коняри                                                           | Скопско                                                          |                                                                  |
| 18.                                                              | Томе Трайков                                                     | Коняри                                                           | Скопско                                                          |                                                                  |
| 19.                                                              | Гани Арсов                                                       | Пезово                                                           | Скопско                                                          |                                                                  |
| 20.                                                              | Йосе Йонев                                                       | Куманово                                                         | Кумановско                                                       |                                                                  |
| 21.                                                              | Гаврил                                                           |                                                                  |                                                                  |                                                                  |

След като Кумановско попада в Сърбия след Междусъюзническата война, през лятото на 1915 година войводата на ВМОРО Кръстьо Лазаров заедно с Величко Спасов организира българска чета, която навлиза в Македония на 1 юни 1915 година. Четата от 24 души преминава границата на връх Руен и при Султан тепе и продължава към Кратовско. Предадени са в село Гюгянци, Светиниколско. Четниците заблелязват приближаваща потеря от Щипско и тъй като мястото не е подходящо за сражение през деня от 6 до 9 часа се придвижват до избраното за сражение място – възвишението Островица (6653 m), на което има останки от крепост, между кумановските села Габреш, Живине и Колицко. Преди да достигне Островица четата е пресрещната от потеря, идваща от Куманово. Четниците бегом заемат височината, като само Лазар Велков – Дивлянец и още един четник не успяват. Велков успява да се укрие и да се спаси.
Сражението започва в 9 сутринта и продължава до 9 вечерта. Четата от 22 души е напълно обкръжена на Островица, но е добре окопана в кръгова отбрана и мястото е благоприятно за нея. Сръбските части се състоят от жандармерия и войска от Куманово, Свети Никола, Щип и Кратово. Докато е светло четниците държат сърбите на разстояние между 300 m и 2 km. След смрачаване четата се изтегля към страната, където сърбите са най-далеч и си пробива път, като се укрива в селата Винце и Студена бара. Сърбите не разбират, че цялата чета се е изтеглила и остават около Островица до сутринта.

## Резултат
В сражението са убити 9 сръбски войници, а четата не дава жертви. Четата обикаля селата Пчиня, Вакъв, Студена бара, Винце и Коняре, в които престоява една седмица и прибира Лазар Велков от родното му Дивля. Вследствие на обиколката на четата духът на местните българи се повдига, предателствата спират и започват масови дезертирания на мобилизираните в Сръбската армия в четите на ВМОРО. Месец по-късно дава голямото сражение при Орловец.